# Destiny (modul ISS)
Destiny, známý také jako U.S. Lab, je americký laboratorní modul Mezinárodní vesmírné stanice (ISS). Je připojen k modulu Unity. Destiny je prvním orbitálním výzkumným modulem NASA od doby, kdy stanice Skylab v únoru 1974 shořela v atmosféře.
Společnost Boeing zahájila stavbu modulu v roce 1995 v Michoud Assembly Facility a poté v Marshall Space Flight Center v Huntsville v Alabamě. Modul dorazil do Kennedyho vesmírného střediska na Floridě v roce 1998 a v srpnu 2000 byl předán NASA k přípravám před startem. Modul odstartoval 7. února 2001 na palubě raketoplánu Atlantis při misi STS-98.
Astronauti uvnitř modulu provádí výzkum v mnoha vědeckých oborech. Vědci z celého světa výsledky využívají ke zdokonalení svých studií v medicíně, strojírenství, biotechnologii, fyzice, vědě o materiálech a vědě o Zemi.

## Start a instalace

Znak mise STS-98, která modul Destiny vynesla

Modul odstartoval na palubě raketoplánu Atlantis při misi STS-98. Na oběžnou dráhu Země vstoupil raketoplán s modulem 7. února 2001. 10. února 2001 v 16:50 SEČ začala instalace modulu. Nejprve bylo použito robotické rameno raketoplánu (Canadarm) k odstranění spojovacího adaptéru 2 (PMA 2) z předního portu modulu Unity, aby se vytvořil prostor pro nový modul. Modul byl „zachycen“ robotickým ramenem v 18:23, poté byl vyzvednut z nákladového prostoru raketoplánu a ukotven k přednímu portu modulu Unity. O dva dny později byl PMA-2 přesunut na přední port Destiny. O několik let později, 14. listopadu 2007, byl připojen modul Harmony k přednímu portu Destiny.

Připojení Destiny zvýšilo obyvatelný prostor ISS o téměř 105 m3, což představuje nárůst o 41 procent.

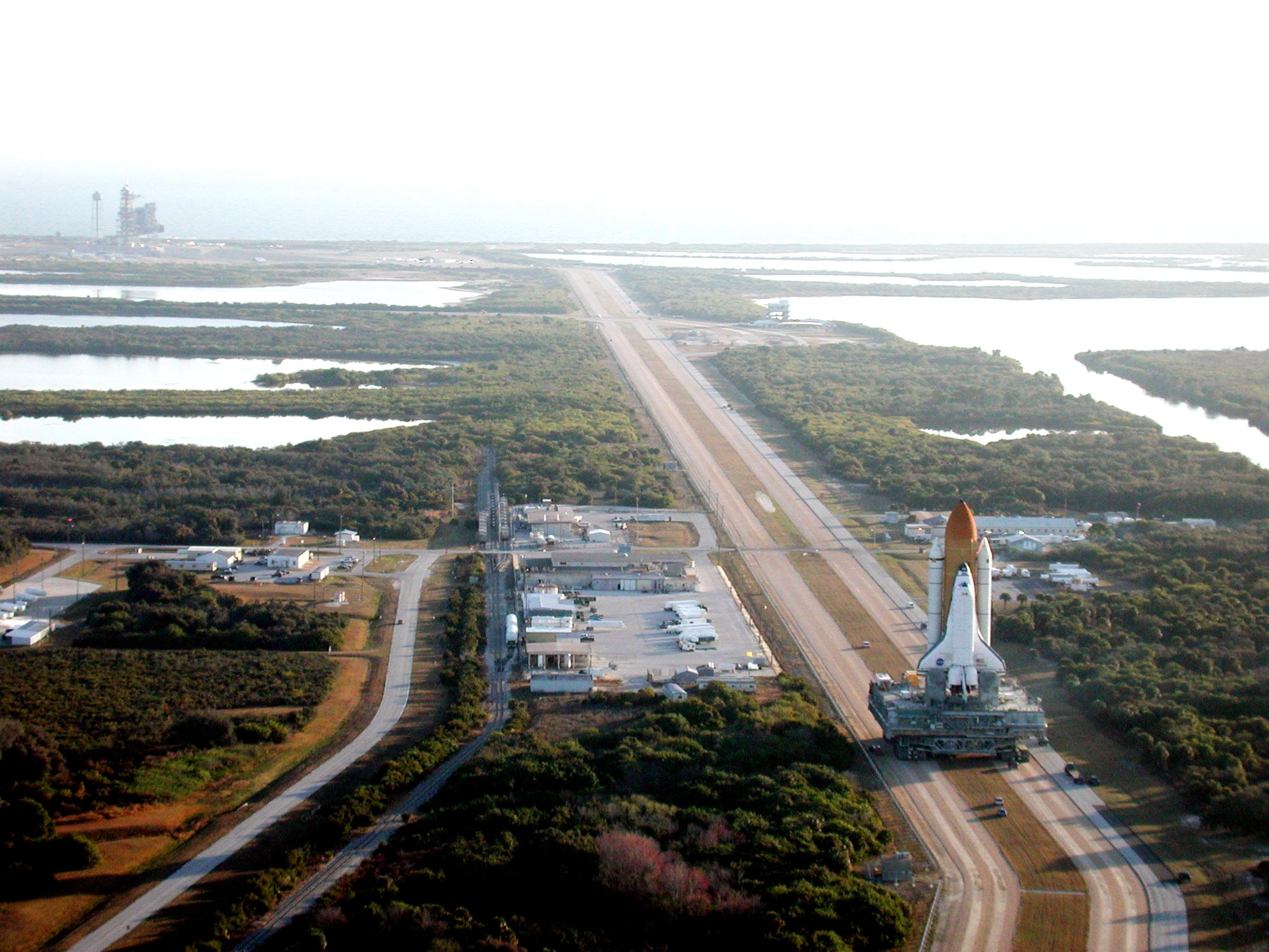
Raketoplán Atlantis s modulem Destiny míří na startovací rampu
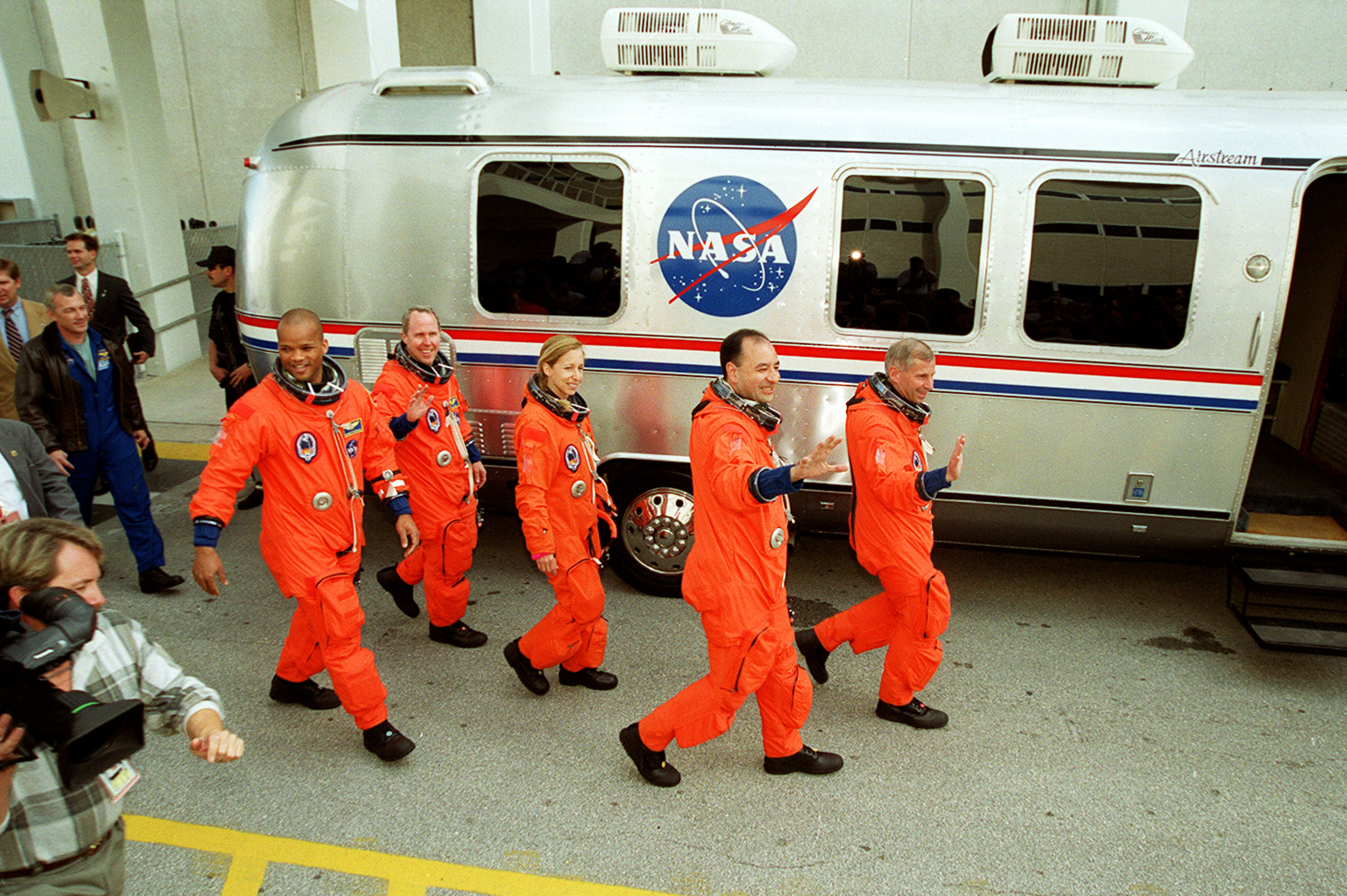
Posádka mise STS-98 míří na startovací rampu
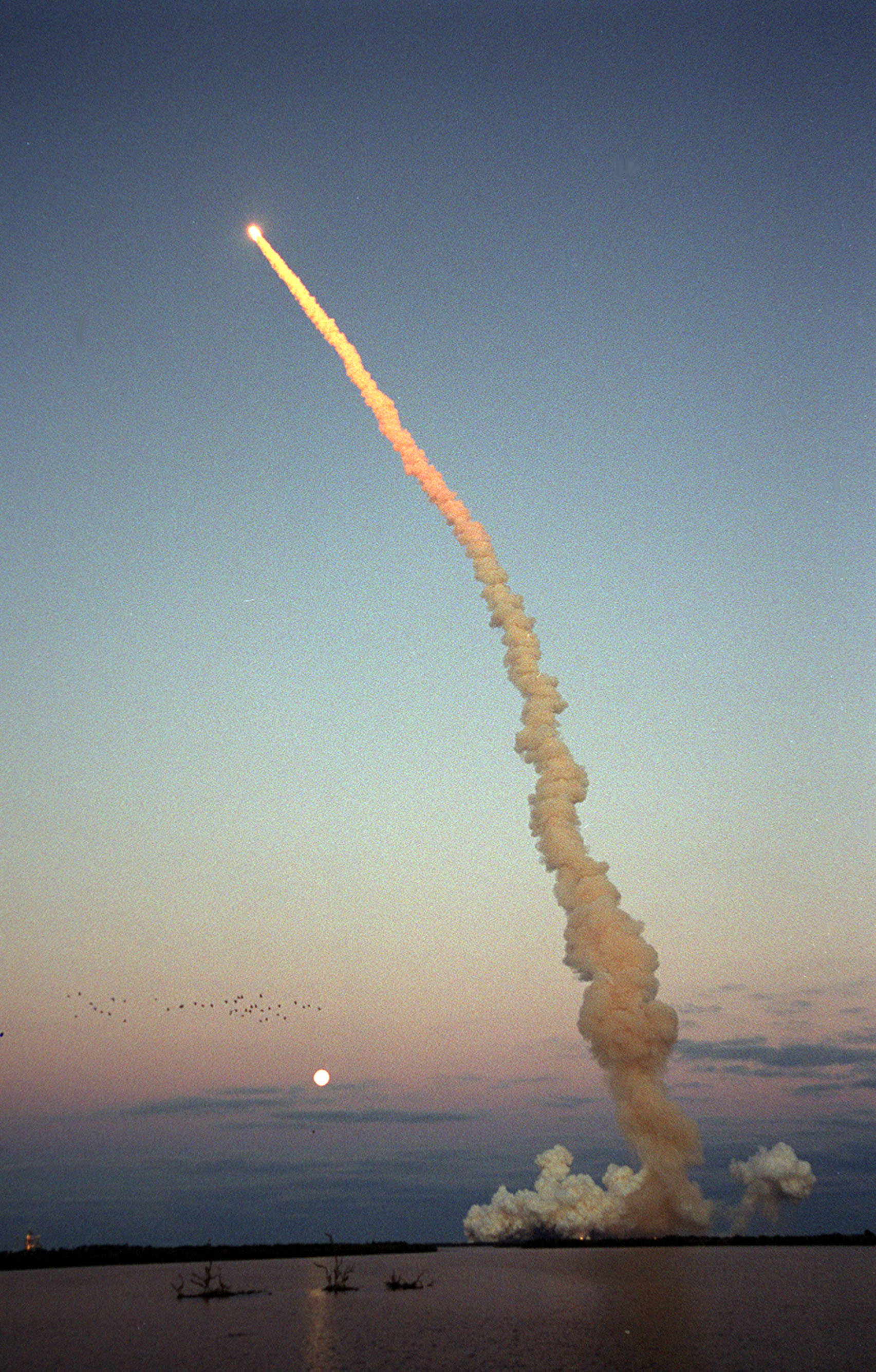
Start raketoplánu s modulem Destiny
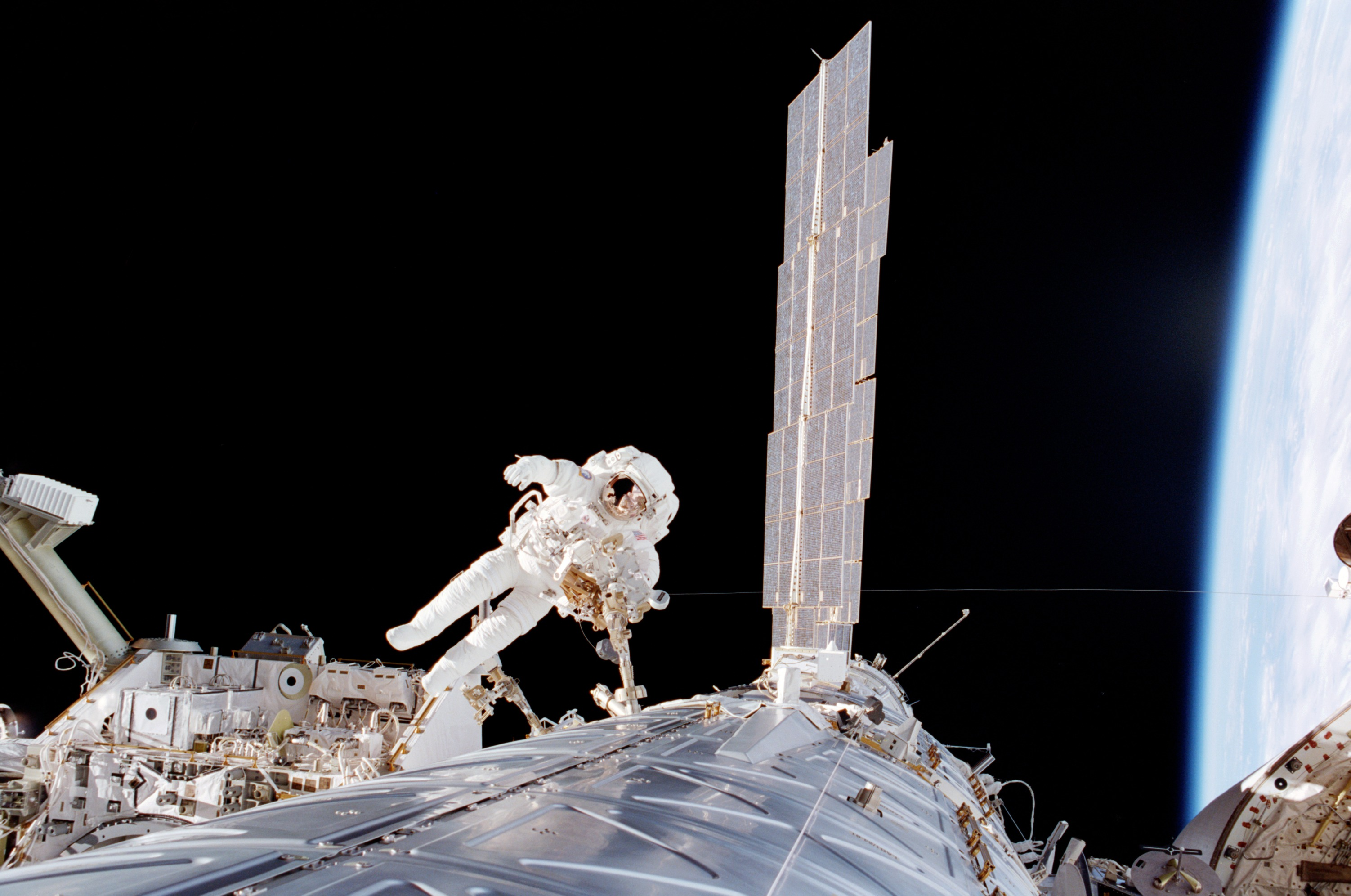
Astronaut u modulu Destiny
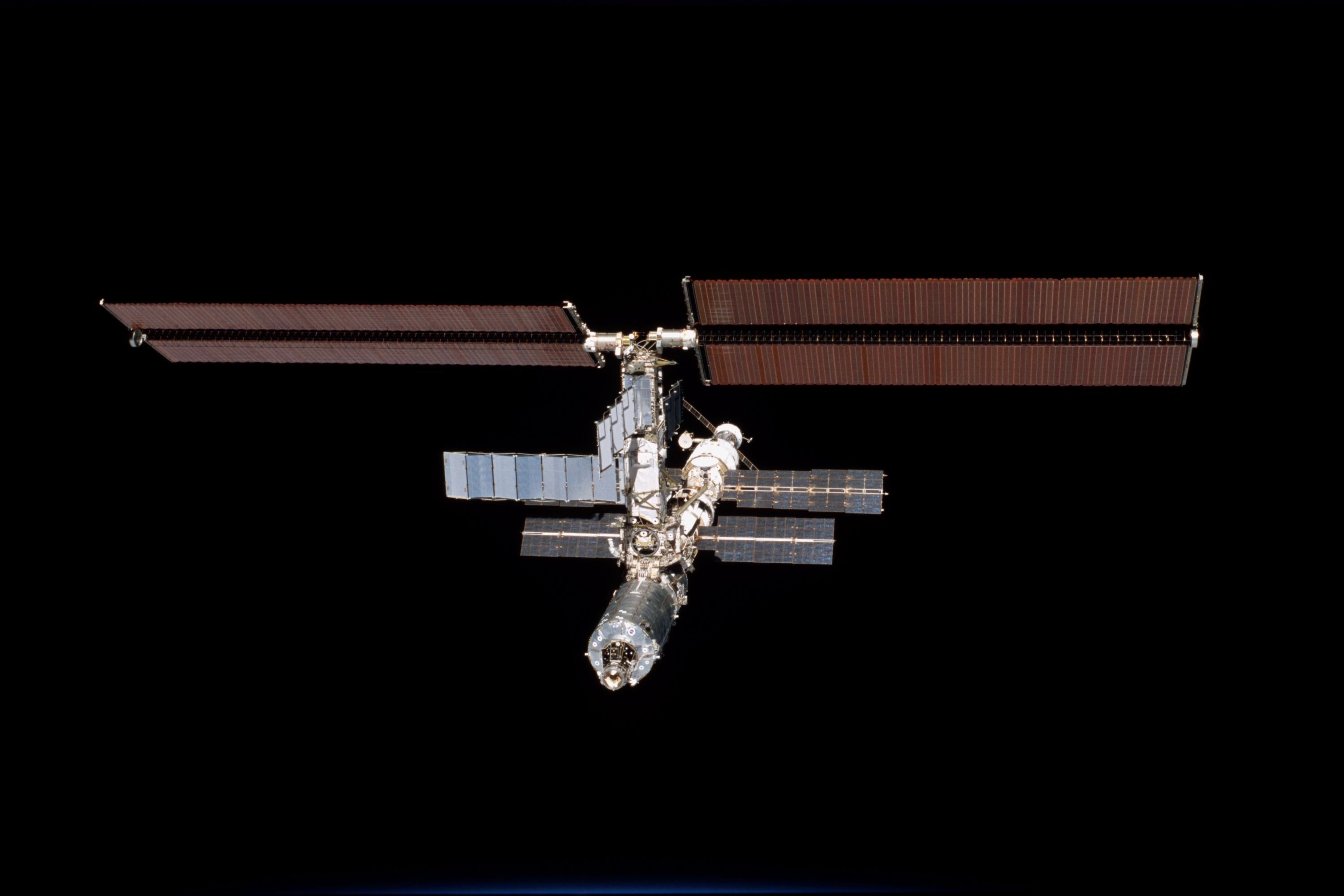
ISS po připojení Destiny, únor 2001

## Struktura

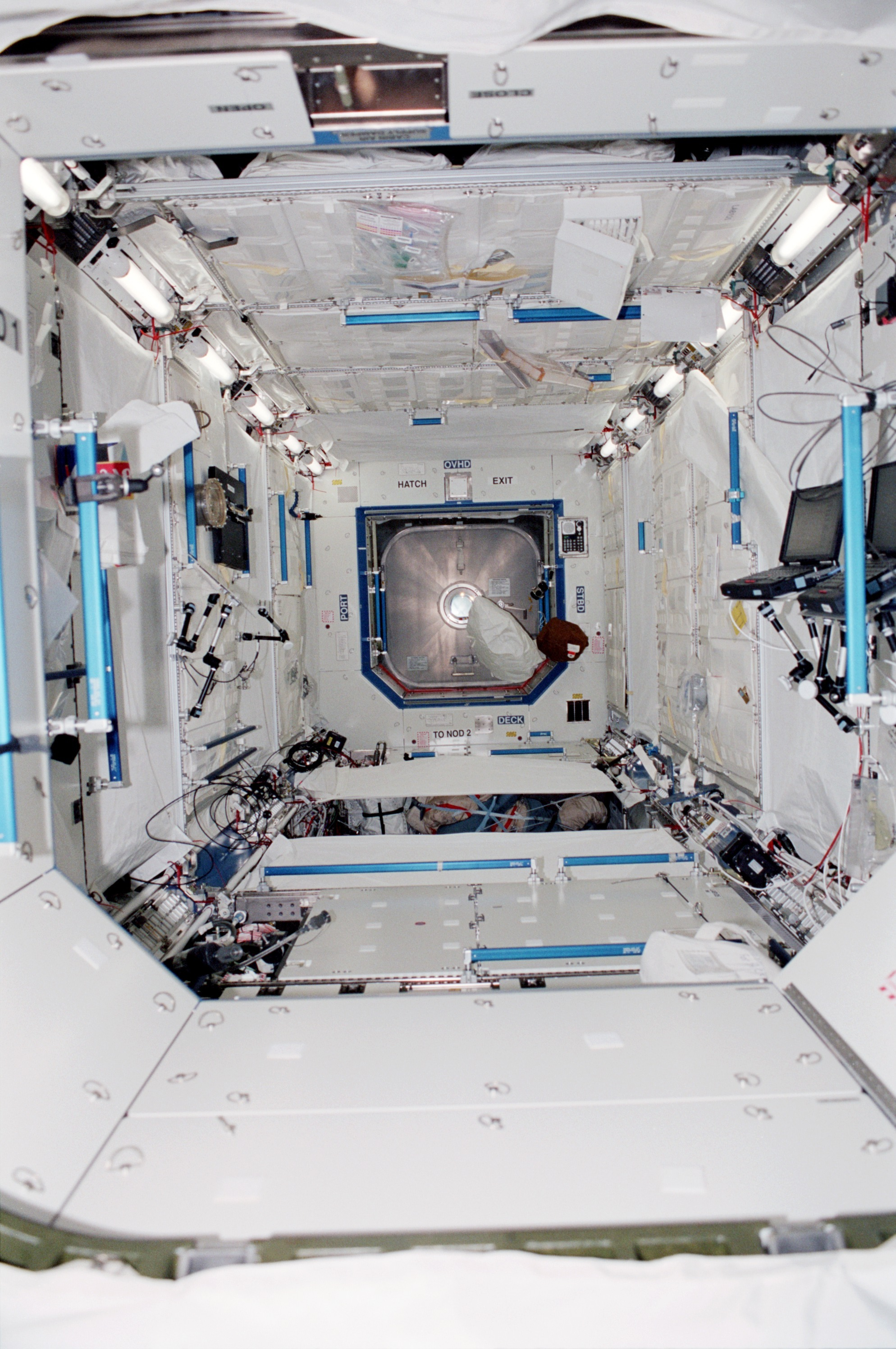
Modul Destiny, po instalaci v roce 2001

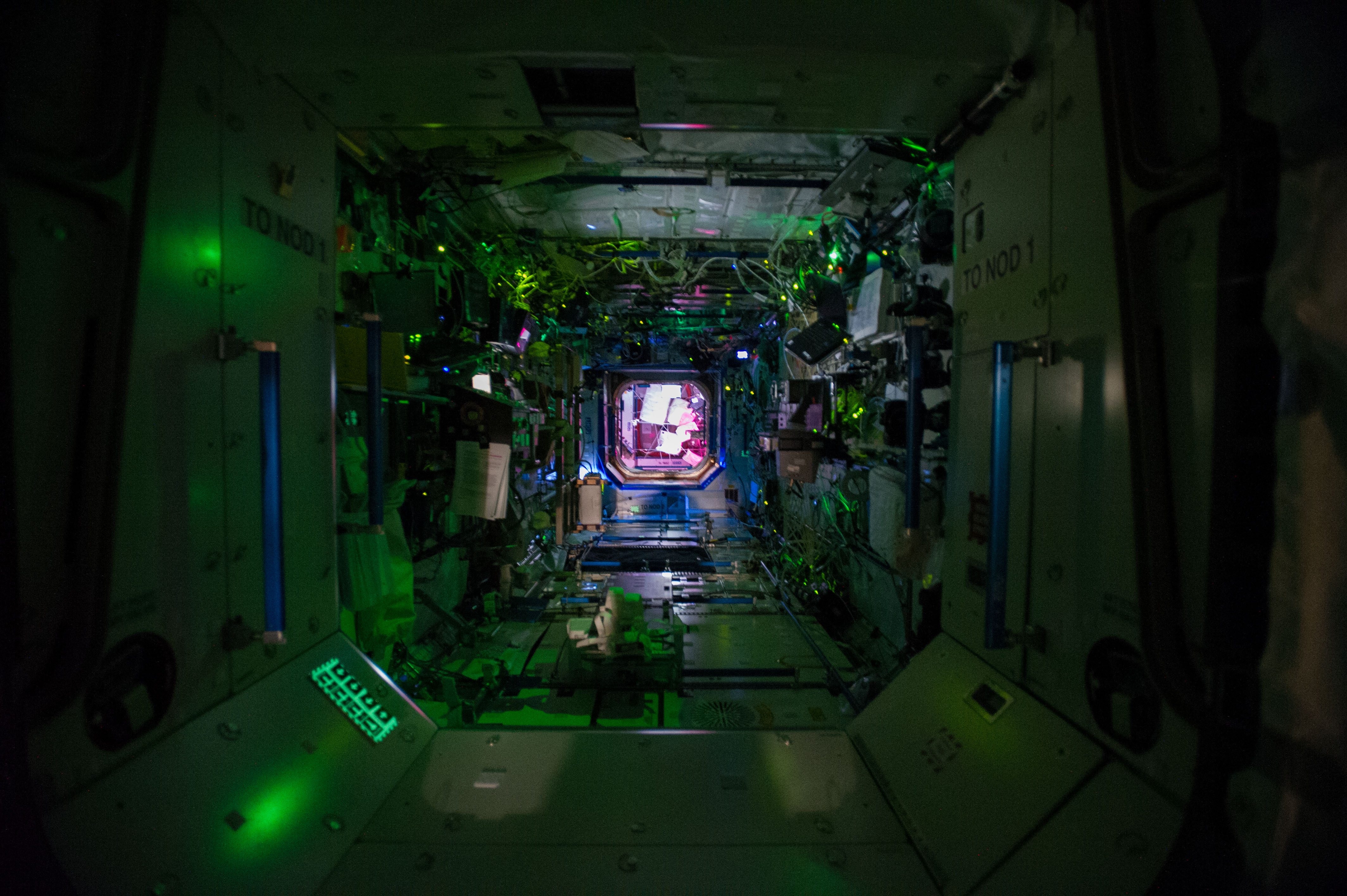
Vnitřní pohled na modul se zhasnutými světly, tj. když posádka spí

Americký laboratorní modul je 8,5 m dlouhý a 4,3 m široký. Je vyroben z hliníku a nerezové oceli a skládá se ze tří válcových částí a dvou koncových částí, které obsahují poklopy, kterými astronauti vstupují do jiných modulů. Zadní port Destiny je připojen k přednímu portu modulu Unity a přední port Destiny je připojen k zadnímu portu modulu Harmony. Na jedné straně modulu je umístěno okno s průměrem 510 mm.
Každý ze dvou kotvících portů na Destiny obsahuje poklop. Oba poklopy jsou otevřené, pokud nenastane situace vyžadující izolaci modulu. Každý poklop má malé okno. Poklopy lze otevírat nebo zavírat z obou stran. Poklopy mají funkci blokování tlaku, která zabraňuje otevření poklopu, pokud je pod poklopem podtlak (vyšší tlak na vnější straně poklopu).
Destiny má opticky čisté skleněné okno s průměrem 510 mm používané primárně pro pozorování Země. Členové posádky stanice používají statické kamery u okna k záznamu měnící se krajiny. Okenní clona chrání okno před možnými srážkami s mikrometeority a orbitálními úlomky. Posádka ručně otevře závěrku, aby se mohla kouknout z okna.
Snímky zachyceny z okna Destiny daly geologům a meteorologům šanci studovat povodně, laviny, požáry a další.

### Specifikace
- Délka: 8,53 m
- Průměr: 4,27 m
- Hmotnost: 14 515 kg
- Tlakový objem: 104,77 m3

### Vědecké vybavení

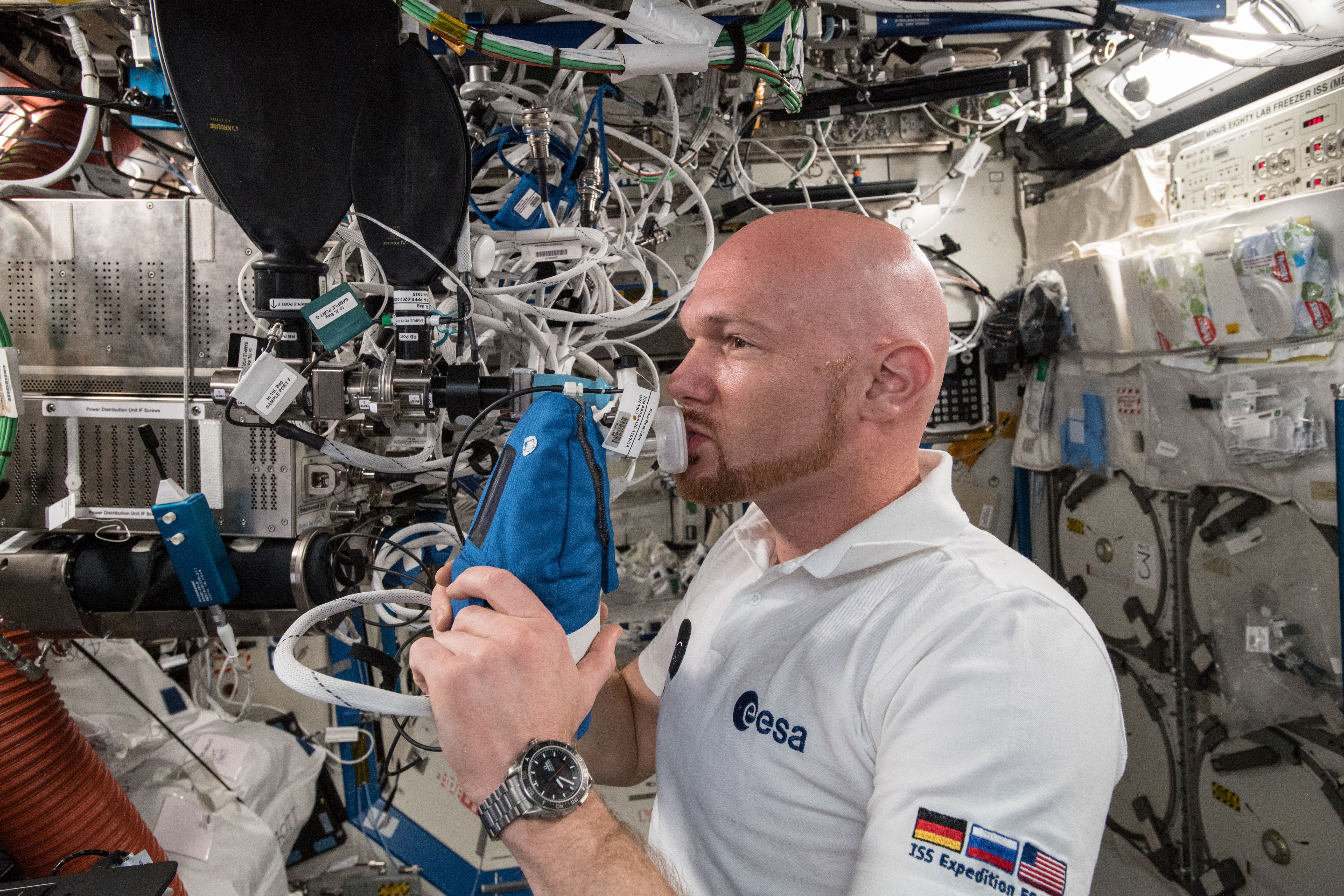
Alexander Gerst v modulu Destiny

Destiny také obsahuje Minus Eighty Degree Laboratory Freezer pro ISS (MELFI), přivezený na vesmírnou stanici misí STS-121. Je to mrazák, který se používá mimo jiné k ukládání vzorků na stanici.
Aktuálně nainstalovaná je zemědělská kamera (AgCam) v hlavním pozorovacím okně Destiny. Jedná se o multispektrální zobrazovací systém vytvořený a primárně provozovaný studenty a učiteli na University of North Dakota. Jeho účelem je pořizovat časté snímky vegetativních oblastí na Zemi ve viditelném a infračerveném světle a slibuje vyšší účinnost pro sezónní výzkum zemědělských aplikací a podporu provozního rozhodování než současné satelitní systémy, jako je Landsat.

## Veggie
V roce 2016 provozovala posádka ISS experiment Veg-03. V listopadu sklidili úrodu jedlého římského salátu, který přispěl k jídlu posádky. V rámci experimentu jsou také na Zemi vzorky zelí k testování.

## US Laboratory Science Window
Okno na spodní straně modulu, formálně známé jako US Laboratory Science Window, má „...nejkvalitnější optiku, která kdy letěla na kosmické lodi s člověkem...“, uvádí NASA. Může podporovat pozorování / pořizování snímků Země. V roce 2010 bylo na stanici přivezeno výzkumné zařízení s názvem WORF a první fotografie s ním byla pořízena v lednu 2011.

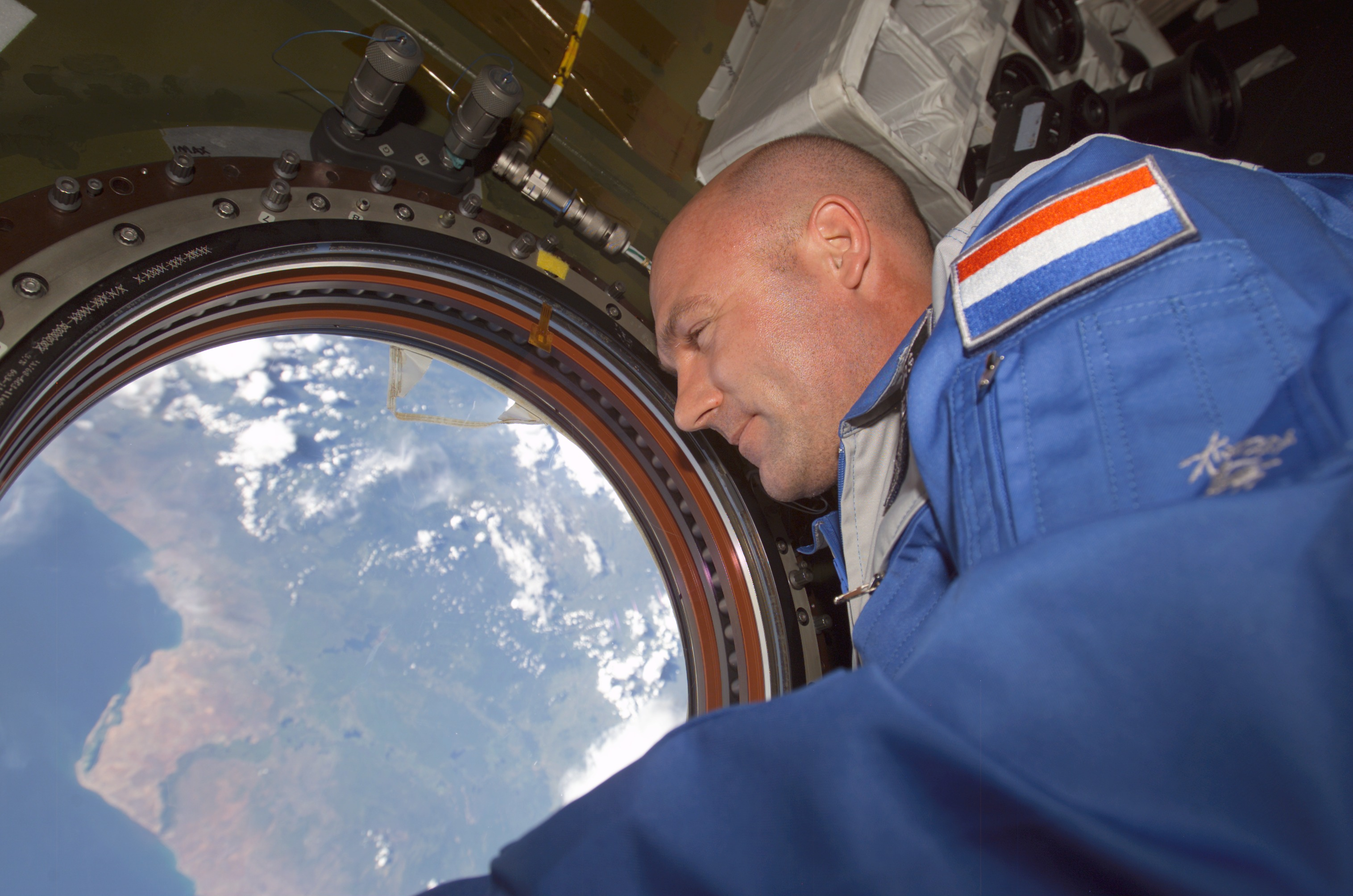
Holandský astronaut ESA Andre Kuipers se dívá z US Laboratory Science Window
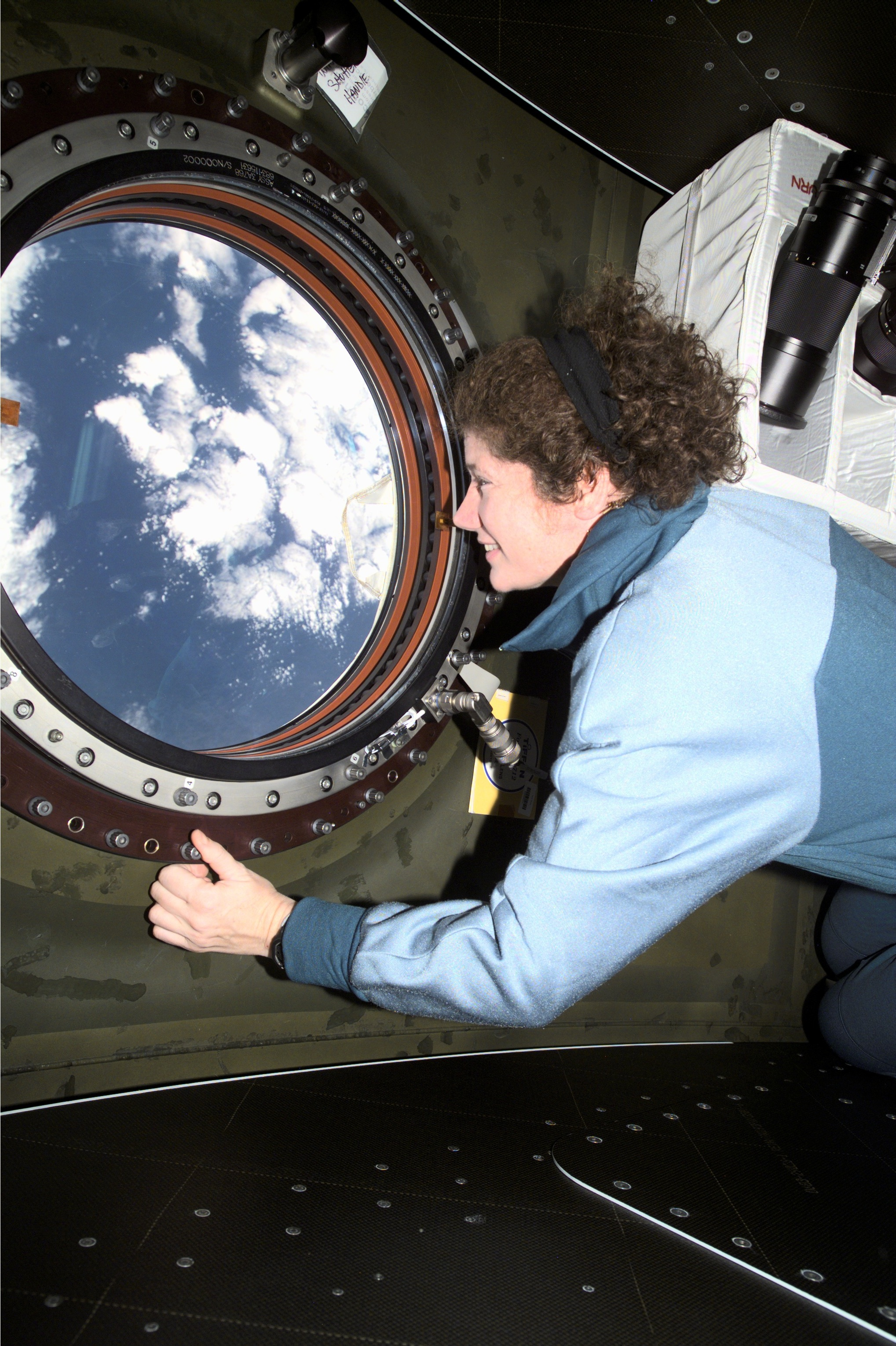
Astronautka Susan Helmsová se dívá z US Laboratory Science Window, 2001
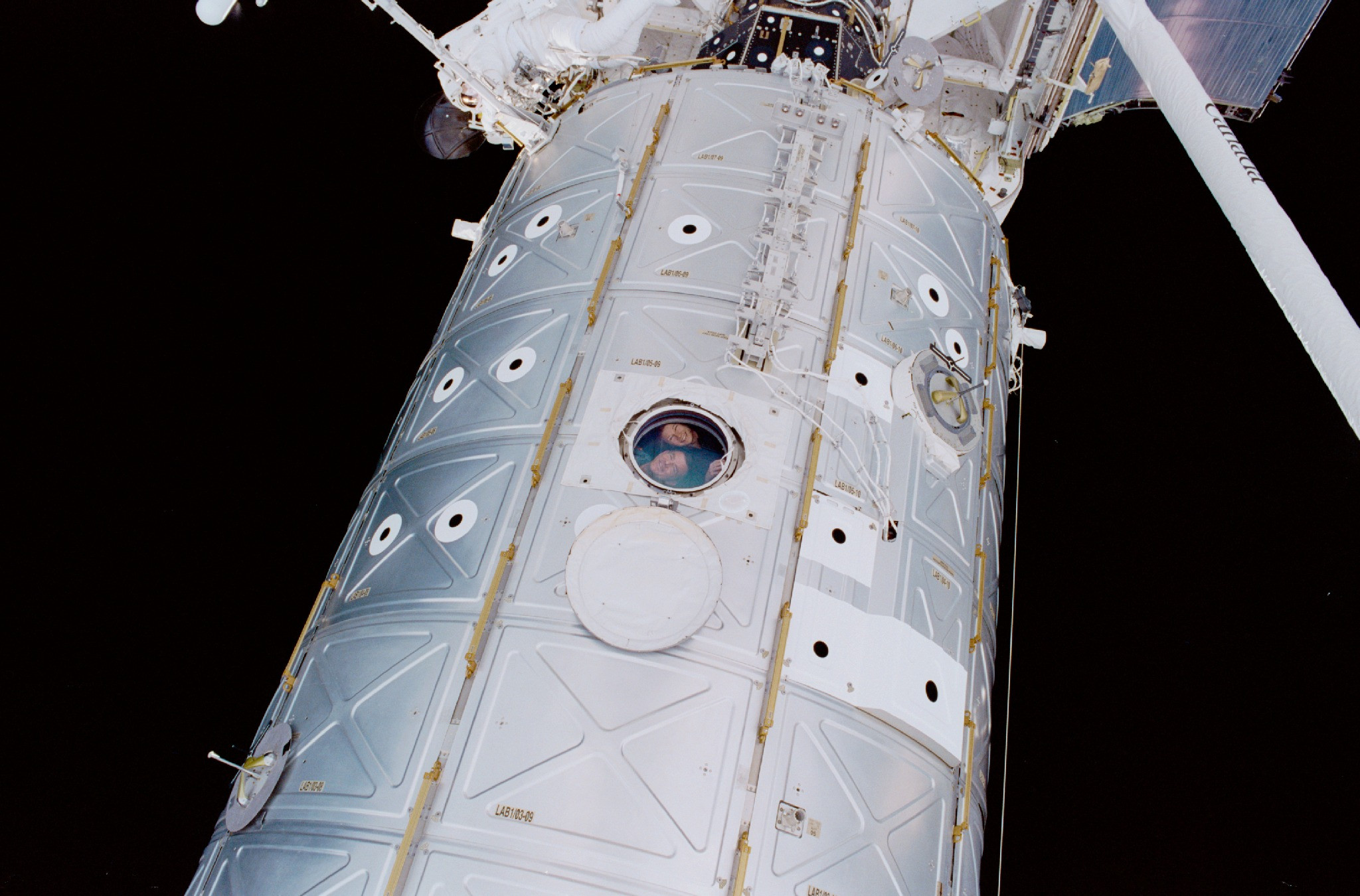
Pohled na okno US Laboratory Science Window s astronauty Susan J. Helms a James S. Voss

## Galerie

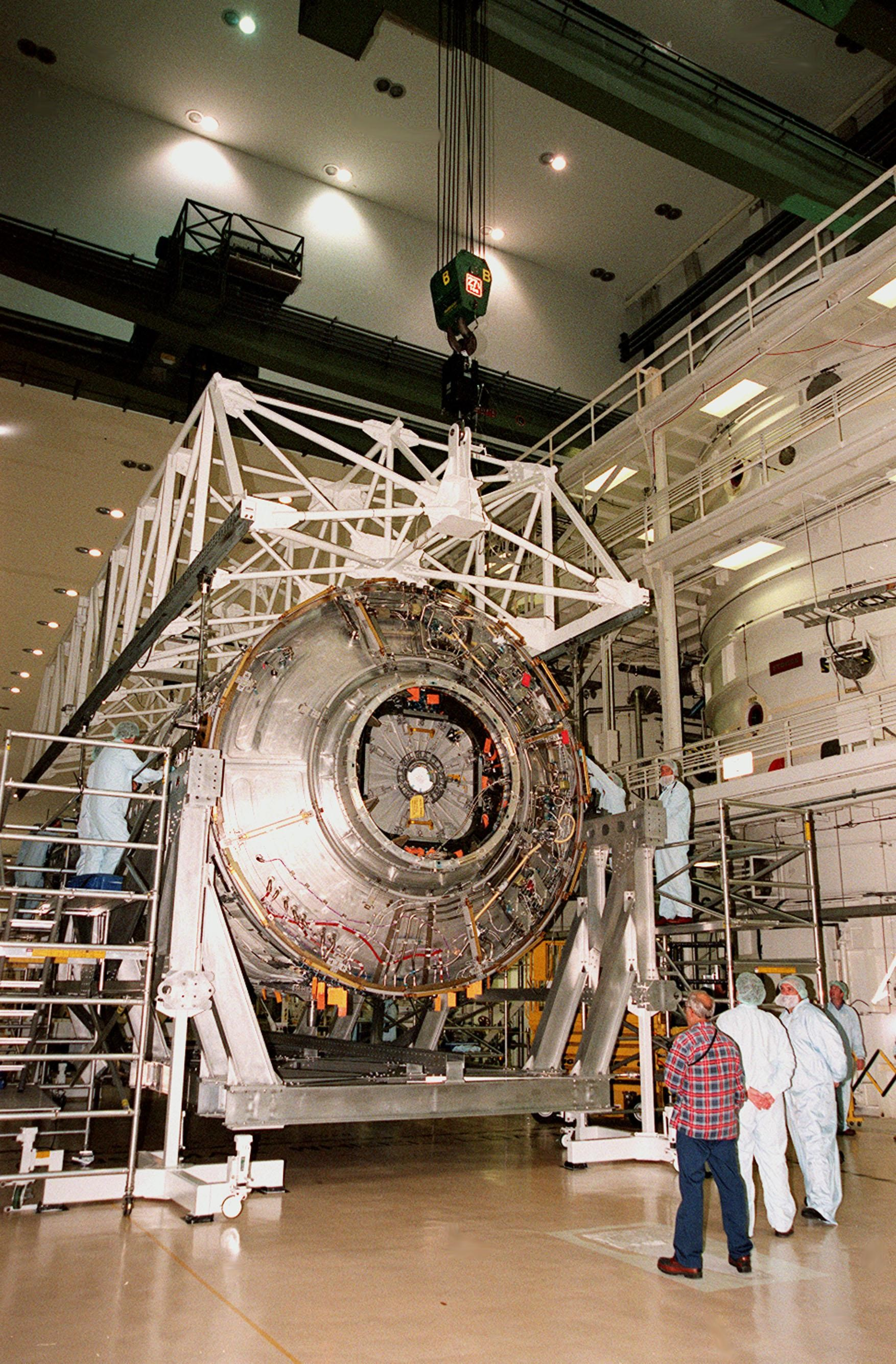
Destiny v Kennedyho vesmírném středisku
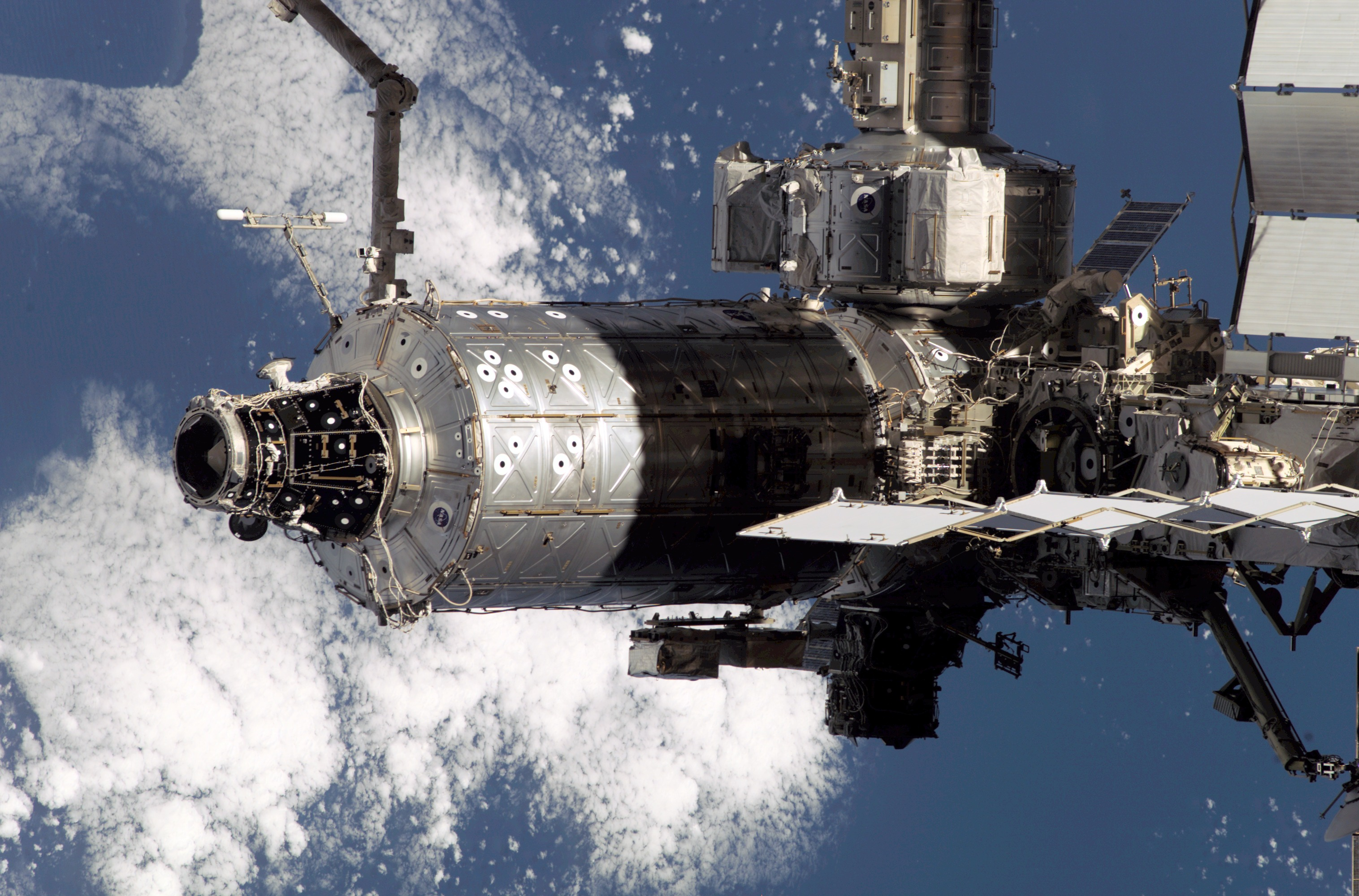
Destiny s připojným PMA-2, 2001
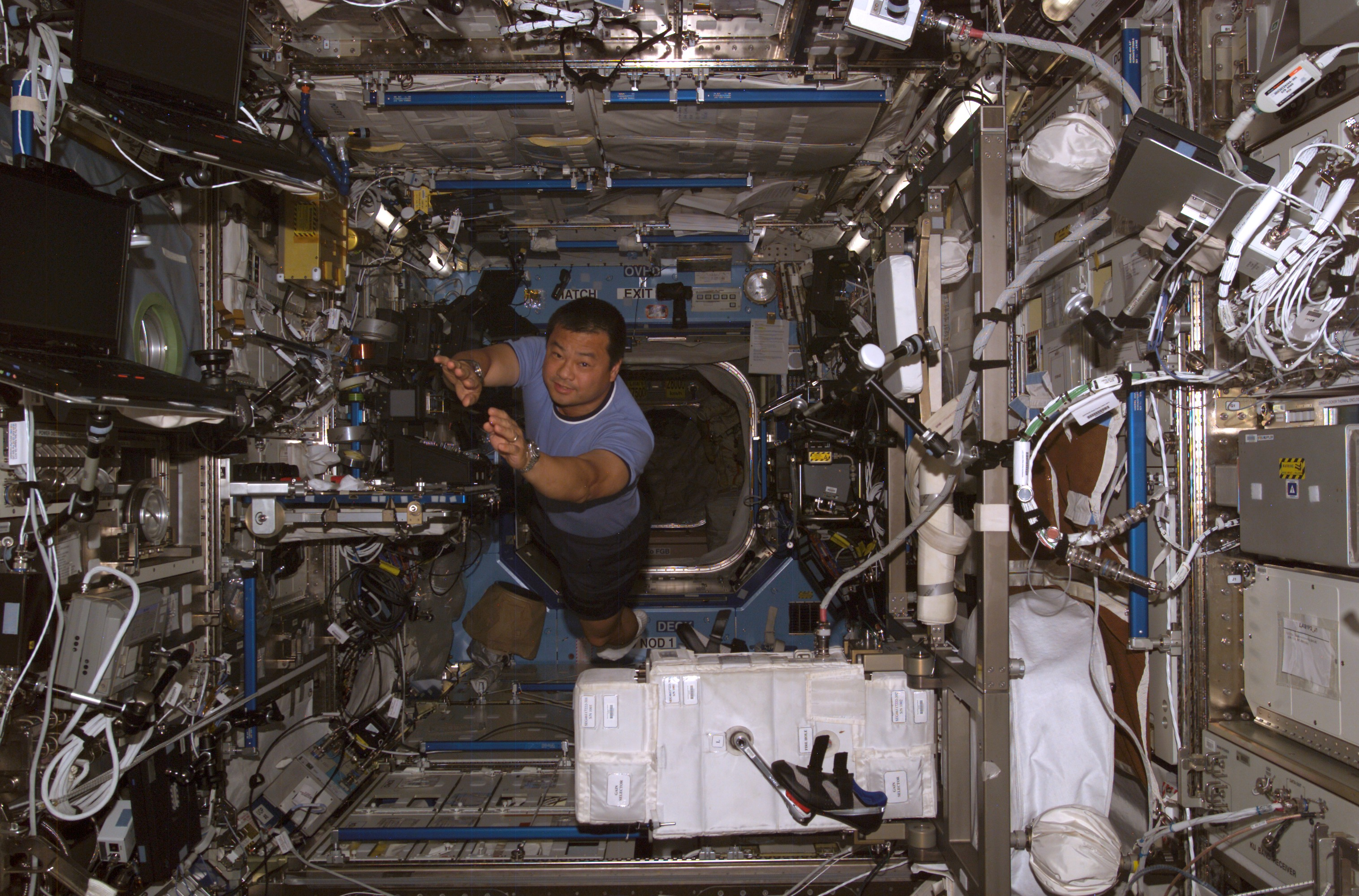
Leroy Chiao v modulu Destiny,
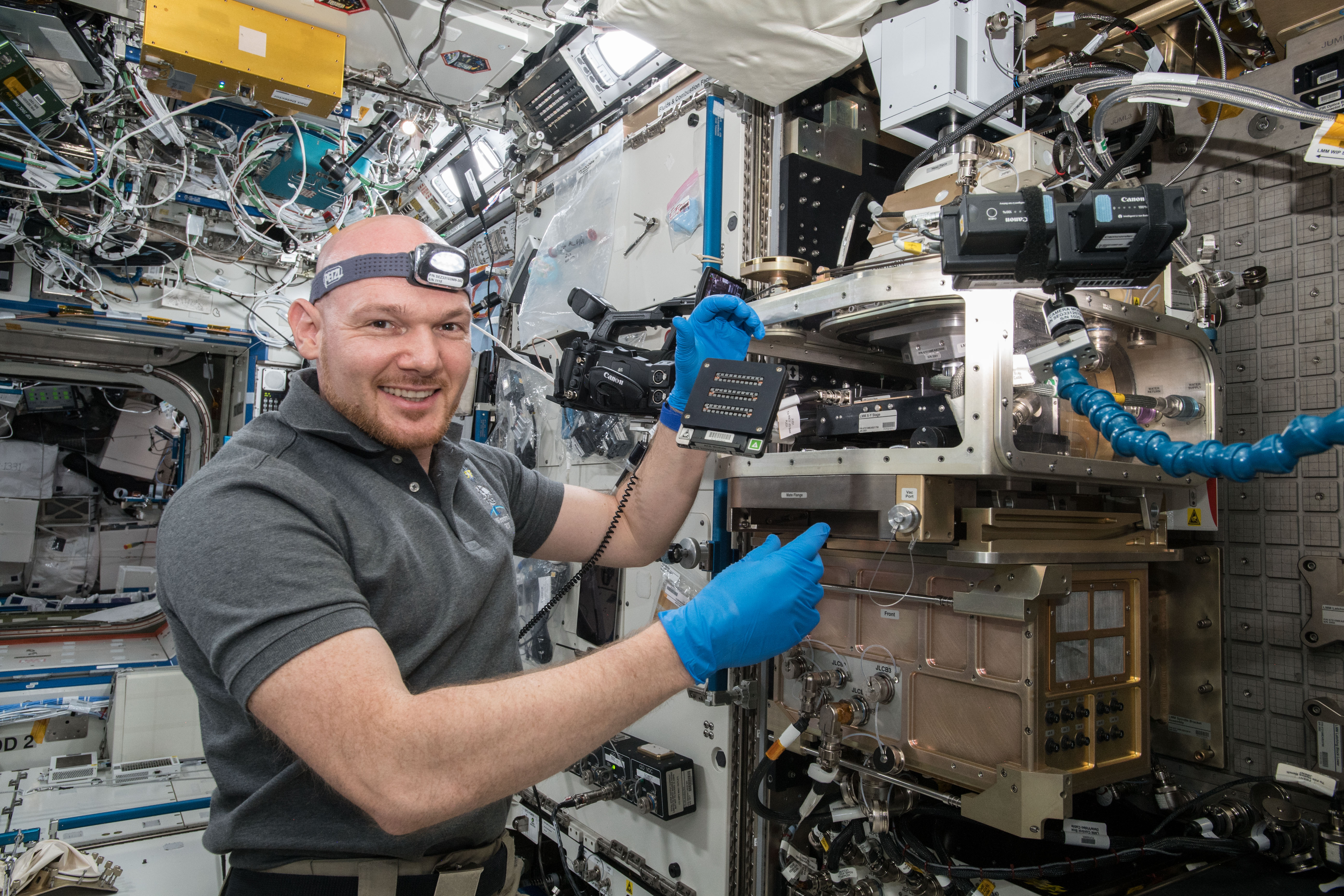
Alexander Gerst v modulu Destiny
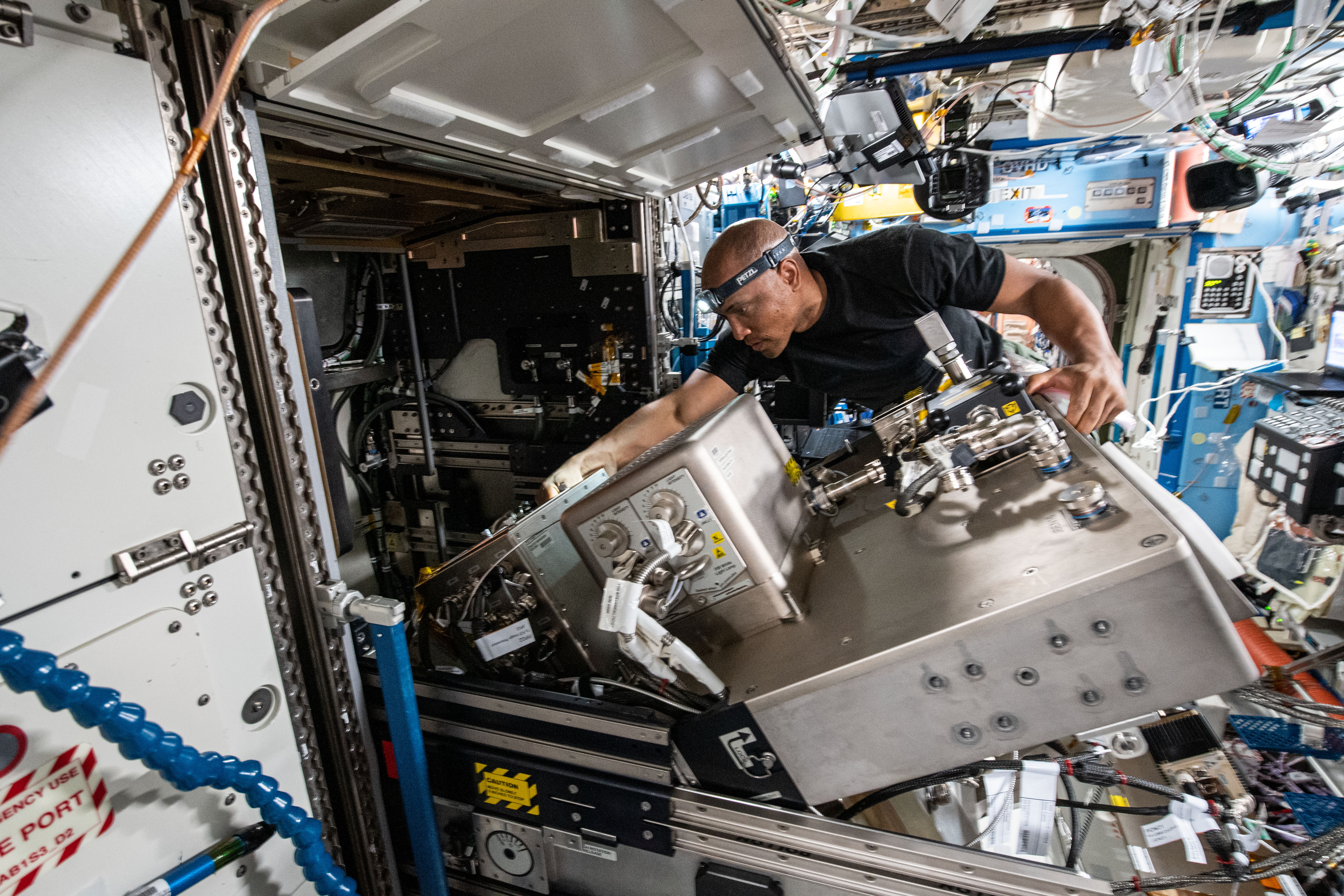
Victor Glover pracuje v modulu Destiny, březen 2021
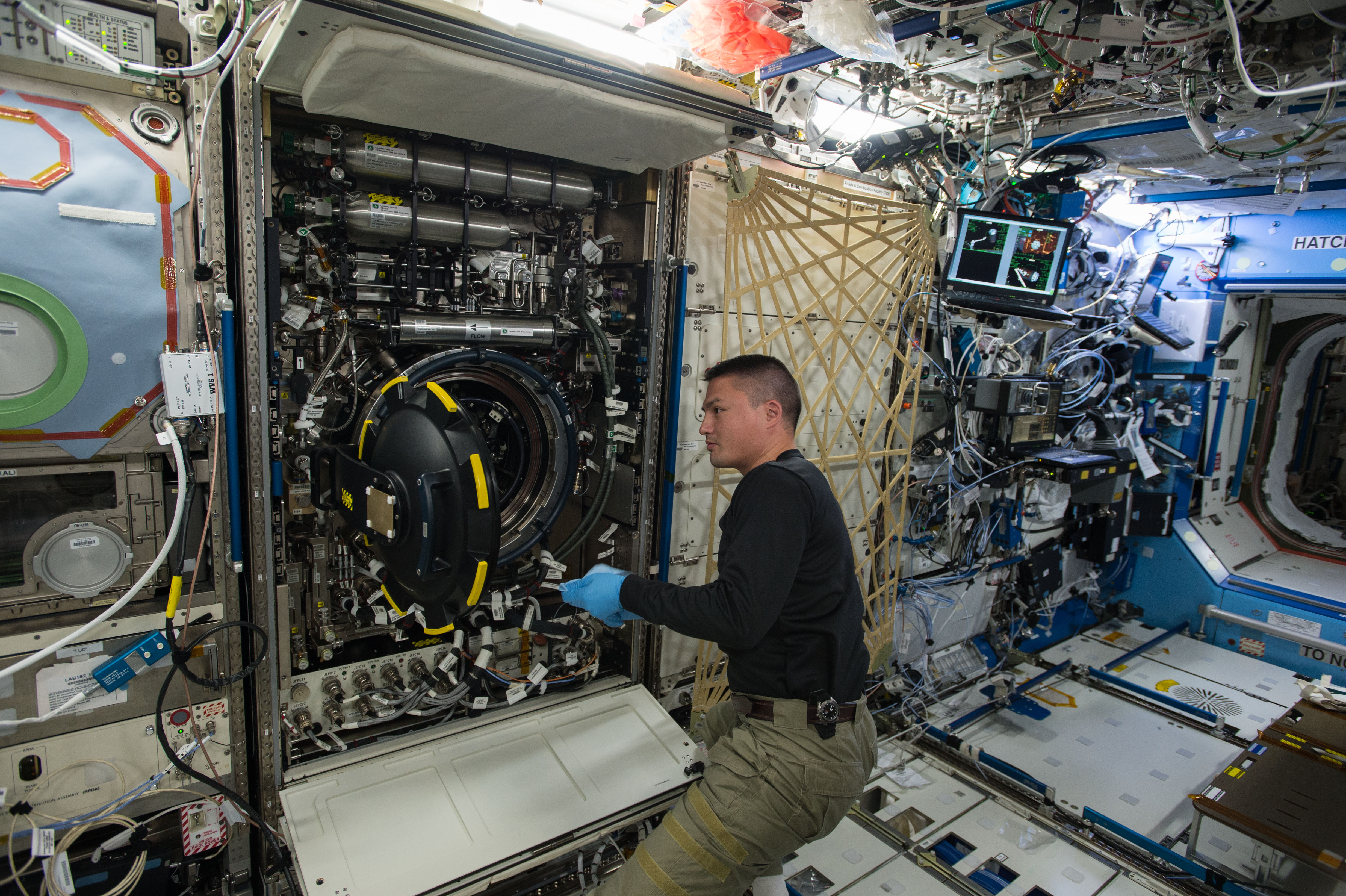
Kjell Lindgren v modulu Destiny, 2015